# Alexandra Geisler
Alexandra Geisler (* 1974 in Marburg-Biedenkopf) ist eine deutsche Professorin für Soziale Arbeit an der Fachhochschule Dresden (FHD).

## Werdegang
Nach ihrer Schulzeit absolvierte sie eine Ausbildung zur Justizbeamtin im mittleren Dienst am Amtsgericht, Landgericht und der Staatsanwaltschaft Marburg und war im Anschluss an der Staatsanwaltschaft Darmstadt tätig. Ab 1995 studierte sie Außerschulisches Erziehungs- und Sozialwesen mit dem Abschluss Diplom Soziale Arbeit / Sozialpädagogik an der Universität Siegen.
Alexandra Geisler arbeitete während eines Auslandssemesters in der niedrigschwelligen Wohnungslosenhilfe sowie einem Schutzhaus für gewaltbetroffene wohnungslose Frauen in Detroit. Für ihre Diplomarbeit erhielt sie ein Stipendium des DAAD, um verschiedene Projektformen des Community Organizing nach Saul Alinsky in den USA zu beobachten und auf ihre Übertragungsmöglichkeiten für die Soziale Arbeit in Deutschland hin zu analysieren.
Von 2000 bis 2002 arbeitete sie als Community Organizer in der Tschechischen Republik, bevor sie 2002 in die niedrigschwellige offene und aufsuchende Jugendarbeit mit wohnungslosen jungen Menschen in Berlin wechselte. In ihrer Berufstätigkeit als Diplom-Sozialarbeiterin war sie primär im Bereich der offenen sowie stationären Kinder- und Jugendhilfe, der Wohnungslosenhilfe, der geschlechtsspezifischen Arbeit mit gewaltbetroffenen Frauen, unbegleiteten minderjährigen geflüchteten Mädchen sowie Frauen mit Migrationshintergrund oder der spezialisierten Fachberatung für von sexualisierter Gewalt Betroffene tätig.
Ab 2002 studierte sie zudem berufsbegleitend im ersten Durchgang des Masterstudiums Internationale Soziale Arbeit und Menschenrechte am Zentrum für Postgraduale Studien Sozialer Arbeit in Berlin und schloss mit einem MA Soziale Arbeit in 2004 ab. In ihrer Masterthese forschte Alexandra Geisler in einer empirischen Forschungsarbeit zum Menschenhandel zum Zweck der sexuellen Ausbeutung mit Frauen aus Osteuropa. Sie beschäftigte sich auch weiterhin mit diesem Themenkomplex und schloss 2015 ihre Promotion zur Doktorin im Fach Soziologie an der Humboldt-Universität zu Berlin zum Arbeitstitel: Menschenhandel zum Zweck der sexuellen Ausbeutung mit Frauen der ethnischen Rromagemeinschaften in Mittel- und Osteuropa ab.
Von 2018 bis 2020 war sie berufene Professorin für die Professur Soziale Arbeit an der IUBH University of Applied Sciences am Campus Berlin. Ab 2021 bis Oktober 2022 hatte Alexandra Geisler eine Vertretungsprofessur für Angewandte Sozialpädagogik an der Fachhochschule Dresden (FHD) inne. Seit Oktober 2022 ist sie berufene Professorin der Professur für Angewandte Sozialpädagogik an der Fachhochschule Dresden (FHD) und seit März 2023 ebenfalls Prorektorin für Bildung und Internationales.

## Arbeitsgebiete
Alexandra Geisler's Themengebiete in Forschung und Lehre umfassen u. a. Privilegierung und Marginalisierung; Armut und Ausgrenzung; gesellschaftliche Macht- und Dominanzverhältnisse; Ethnie und Othering-Prozesse sowie Diskriminierungserfahrung; Anti-Bias / vorurteilsbewusste Bildung; Menschenhandel zum Zweck der sexuellen Ausbeutung; Prävention sexualisierter Gewalt und institutionelle Schutzkonzepte; geschlechtsspezifische Gewalt an Frauen; Kinderschutz und Gewalt in Institutionen; niedrigschwellige Soziale Arbeit sowie partizipative Sozialarbeitsforschung.

## Weiterbildungen
Alexandra Geisler ist Fachkraft im Bereich Schutz und Hilfe bei häuslicher Gewalt (interdisziplinäre Fortbildung des Sozialwissenschaftlichen Forschungsinstituts zu Geschlechterfragen SoFFI F. an der Evangelischen Hochschule Freiburg und des Universitätsklinikums Ulm), Insoweit erfahrene Fachkraft im Kinderschutz nach §§ 8a und 8b SGB VIII sowie § 4 KKG (Zertifikatsweiterbildung der Paritätischen Akademie Berlin gGmbH), Trainerin für geschlechtergerechte Konfliktlösungsstrategien in der Kinder- und Jugendhilfe (Zertifikatsweiterbildung des Kompetenzzentrums geschlechtergerechte Kinder- und Jugendhilfe Sachsen-Anhalt e.V. Magdeburg), Mediatorin (Zertifikatsweiterbildung der Alice Salomon Hochschule Berlin) sowie Anti-Bias Trainerin / Multiplikatorin für vorurteilsbewusste Bildung (Weiterbildung des Anti-Bias-Netz).

## Fachliche Mitarbeit (exemplarisch)
- Vertrauensdozentin der Friedrich Ebert Stiftung
- European Social Work Research Association (ESWRA)
- Internationale Gesellschaft für erzieherische Hilfen (IGfH) - Fachgruppe Mädchen und Frauen
- Fortbildungsnetz sG – Fortbildungsangebote zu sexualisierter Gewalt in Kindheit und Jugend der BZgA und der DGfPI
- „Netzwerk geflüchtete Mädchen* und junge Frauen* - gendersensible Soziale Arbeit mit jungen Geflüchteten“ des Bundesfachverband unbegleitete minderjährige Flüchtlinge e.V. (BumF)

## Schriften (exemplarisch)
- Alexandra Geisler (2013): Die Konstruktion und Normierung von ethnischer Differenz im Menschenhandelsdiskurs. In: Alexandra Bartels, Tobias von Borcke, Markus End & Anna Friedrich (Hrsg.) Antiziganistische Zustände 2. Kritische Positionen gegen gewaltvolle Verhältnisse, Münster, S. 162–180
- Alexandra Geisler (2014): Einflussfaktoren im Menschenhandel – Dimensionen der Betroffenheit, in der Zeitschrift "Migration und Soziale Arbeit" zum Themenschwerpunkt Roma, Beltz Juventa, Weinheim
- Alexandra Geisler (2018): Gehandelte Ethnie – Menschenhandel zum Zweck der sexuellen Ausbeutung mit Frauen der Ethnie Rroma. In: Christian Spatscheck und Claudia Steckelberg (April 2018) (Hrsg.): Menschenrechte und Soziale Arbeit – Konzeptionelle Grundlagen, Gestaltungsfelder und Umsetzung einer Realutopie, Reihe: Theorie, Forschung und Praxis der Sozialen Arbeit, Band 15, Verlag Barbara Budrich
- Alexandra Geisler (2019): Ausblendungen und Geschlechtergerechtigkeit im Kontext von unbegleiteten geflüchteten jungen Frauen. In: Fachzeitschrift Forum Erziehungshilfen, 03/2019, Beltz Juventa, S. 140–144
- Alexandra Geisler. (2022): Dokumentation der Fachtagung. Sex Work in Germany and Hungary – Intersections of the profession of social work and possibilities of cooperation. Zenodo. https://doi.org/10.5281/zenodo.10935116
- Alexandra Geisler, Marco Wille, Timea Bagdi (2022): The Relevance of the Code of Ethics of Social Work in Professional Everyday Life in Youth Services and Child Protection Systems in Hungary and Germany. In: European Research Institute for Social Work (ERIS) Journal – Winter 2022 – Philosophy and Ethics, English edition of Czech and Slovak Social Work (Sociální práce / Sociálna práca), Peer-reviewed scientific journal for fields of social work, 1/2022 Volume 22; University of Ostrava, Czech Republic; S. 26 – 45; verfügbar unter: https://socialniprace.cz/wp-content/uploads/2022/03/SP1-2022web-1.pdf
- Alexandra Geisler (2023): Dimensionen von Macht – Unter Betrachtung des ethischen Berufskodex, der professionellen Haltung und systemimmanenten Dilemmata im ungarischen Kinderschutzsystem. MenschenRechtsMagazin: MRM; Informationen, Meinungen, Analysen. 28.2023/2. DOI: https://publishup.uni-potsdam.de/frontdoor/index/index/docId/60757 ISSN 2941-1149. open access unter: MenschenRechtsMagazin 28 (2023) 2 (uni-potsdam.de) Universitätsverlag Potsdam. S. 93–105
- Alexandra Geisler (2023). Methodenhandbuch: Traveling Tools - Diversitätssensible Methodenkoffer für die frühkindliche Bildung in Kindertagesstätten, Grundschulen und Horten im Landkreis Sächsische Schweiz - Osterzgebirge. Zenodo. https://doi.org/10.5281/zenodo.10937811
- Alexandra Geisler (2024). Abschlussbericht "traveling tools – diversitätssensible Methodenkoffer für die frühkindliche Bildung" im Programm Weltoffenes Sachsen (WOS). Zenodo. https://doi.org/10.5281/zenodo.11622149